# Lo real maravilloso americano
Lo real maravilloso americano (pl. „amerykańska rzeczywistość cudowna”) – pojęcie teoretycznoliterackie wprowadzone przez Alejo Carpentiera w jego przedmowie do powieści Królestwo z tego świata wydanej w 1949 roku. Pojęcie to odnosi się jednocześnie do właściwości Ameryki Łacińskiej, jak i do twórczości literackiej.
Według Carpentiera cudowność jest przyrodzonym stanem Ameryki Łacińskiej, w której wszystko – geografia, przyroda, folklor – jest podszyte cudem. Do takiego wniosku doprowadził pisarza jego pobyt na Haiti w 1943 roku, kiedy to szczególnie odczuł nasycenie otoczenia cudownością. Carpentier postuluje, aby ta właśnie cudowność stała się nowym sposobem tworzenia literatury, nasycania jej nie wytworzonym w intelekcie, ale faktycznie przeżytym cudem, dostrzeżonym w rzeczach zwykłych. Dla osiągnięcia takiego efektu wystarczające jest, zdaniem Carpentiera, samo opisanie Ameryki Łacińskiej.
Termin lo real maravilloso długo bywał utożsamiany z terminem realizm magiczny, z czasem zaczęto je jednak odróżniać. Odróżnianie to nie ma charakteru ścisłego i często zależy od badacza, np. Juan Barroso uważa lo real maravilloso za odmianę realizmu magicznego, obejmującą utwory, których akcja rozgrywa się w Ameryce Łacińskiej, natomiast José Antonio Bravo i Marina Gálvez uważają, że jest to raczej specyficzny, wyczulony na cudowność, sposób postrzegania rzeczywistości. Dodatkowo, o ile w realizmie magicznym narrator prezentuje spojrzenie właściwe przedstawicielowi iberoamerykańskiej kultury prymitywnej, o tyle w lo real maravilloso cudowność Ameryki Łacińskiej jest ukazana z perspektywy wykształconego europejczyka, bliskiej sposobowi, w jaki rzeczywistość Nowego Świata odbierali pierwsi jego odkrywcy.